# Ануар Брагем
Ануа́р Браге́м (араб. أنور ابراهم; 20 жовтня 1957, Туніс) — відомий у світі туніський музика й композитор.

## Життєпис
У десять років Ануар починає вивчати уд у Туніській національній музичній консерваторії; його вчителем є Алі Сріті. У п'ятнадцять років він регулярно грає в місцевих оркестрах, а у вісімнадцять вирішує повністю присвятити себе музиці. Щодня, протягом чотирьох років, Алі Сріті навчає його тонкощам та секретам класичної арабської музики, проте, згодом, Ануар розширює свої музичні вподобання і починає слухати музичні направлення всього Середземномор'я, Ірану й Індії, а пізніше і джаз, що стає невід'ємною частиною його життя.
У 1981 переїздить до Парижа, де протягом чотирьох років співпрацює з Морісом Бежаром і створює безліч оригінальних праць, зокрема, для туніських фільмів і театральних постановок. Після повернення до Тунісу в 1985 році, протягом п'яти наступних років створює і дає концерти.
У 1989 році Ануар зустрічає продюсера Манфреда Айхера, завдяки якому записує свій перший студійний альбом «Barzakh», під лейблом ECM Records, що стає точкою відліку співпраці Ануара Брагема з найбільш талановитішими музиками світу незалежно від жанру чи традиції, серед яких Ян Ґарбарек, Джон Сурман, Дейв Голанд та інші, протягом останніх двадцяти років.

## Дискографія

### Альбоми
| Рік  | Альбом                      | Найвища позиція в чарті | Найвища позиція в чарті | Найвища позиція в чарті | Найвища позиція в чарті |
| Рік  | Альбом                      | BE(V)                   | BE(W)                   | FR                      | CH                      |
| ---- | --------------------------- | ----------------------- | ----------------------- | ----------------------- | ----------------------- |
| 1991 | Barzakh                     | —                       | —                       | —                       | —                       |
| 1992 | Conte de l'Incroyable Amour | —                       | —                       | —                       | —                       |
| 1994 | The Silences Of The Palace  | —                       | —                       | —                       | —                       |
| 1995 | Khomsa                      | —                       | —                       | —                       | —                       |
| 1998 | Thimar                      | —                       | —                       | —                       | —                       |
| 2000 | Astrakan Café               | —                       | —                       | —                       | —                       |
| 2002 | Le Pas du Chat Noir         | —                       | —                       | 86                      | —                       |
| 2006 | Le Voyage de Sahar          | 89                      | —                       | 89                      | —                       |
| 2009 | The Astounding Eyes of Rita | 81                      | 89                      | 84                      | —                       |
| 2014 | Souvenance                  | 43                      | 75                      | 64                      | 82                      |

### Збірки
- 2003: Vague

### Співпраця
- 1994: Madar
- 2002: Charmediterranéen